# Ридисем
Ридисем (фр. Riedisheim) — коммуна на северо-востоке Франции в регионе Гранд-Эст (бывший Эльзас — Шампань — Арденны — Лотарингия), департамент Верхний Рейн, округ Мюлуз, кантон Риксайм. До марта 2015 года коммуна административно входила в состав упразднённого кантона Абсайм (округ Мюлуз).
Площадь коммуны — 6,96 км², население — 11 925 человек (2006) с тенденцией к стабилизации: 12 012 человек (2012), плотность населения — 1725,9 чел/км².

## Население
Численность населения коммуны в 2011 году составляла 12 180 человек, а в 2012 году — 12 012 человек.
| 1962 | 1968 | 1975  | 1982  | 1990  | 1999  | 2006  | 2008  | 2011  | 2012  |
| ---- | ---- | ----- | ----- | ----- | ----- | ----- | ----- | ----- | ----- |
| 8483 | 9811 | 12403 | 12175 | 11868 | 12101 | 11925 | 12236 | 12180 | 12012 |

Динамика населения:

## Экономика
В 2010 году из 7633 человек трудоспособного возраста (от 15 до 64 лет) 5700 были экономически активными, 1933 — неактивными (показатель активности 74,7 %, в 1999 году — 74,9 %). Из 5700 активных трудоспособных жителей работали 5075 человек (2643 мужчины и 2432 женщины), 625 числились безработными (312 мужчин и 313 женщин). Среди 1933 трудоспособных неактивных граждан 611 были учениками либо студентами, 684 — пенсионерами, а ещё 638 — были неактивны в силу других причин.
На протяжении 2011 года в коммуне числилось 5690 облагаемых налогом домохозяйств, в которых проживало 12 044,5 человека. При этом медиана доходов составила 23550 евро на одного налогоплательщика.

## Достопримечательности (фотогалерея)

Церковь Сент-Афре
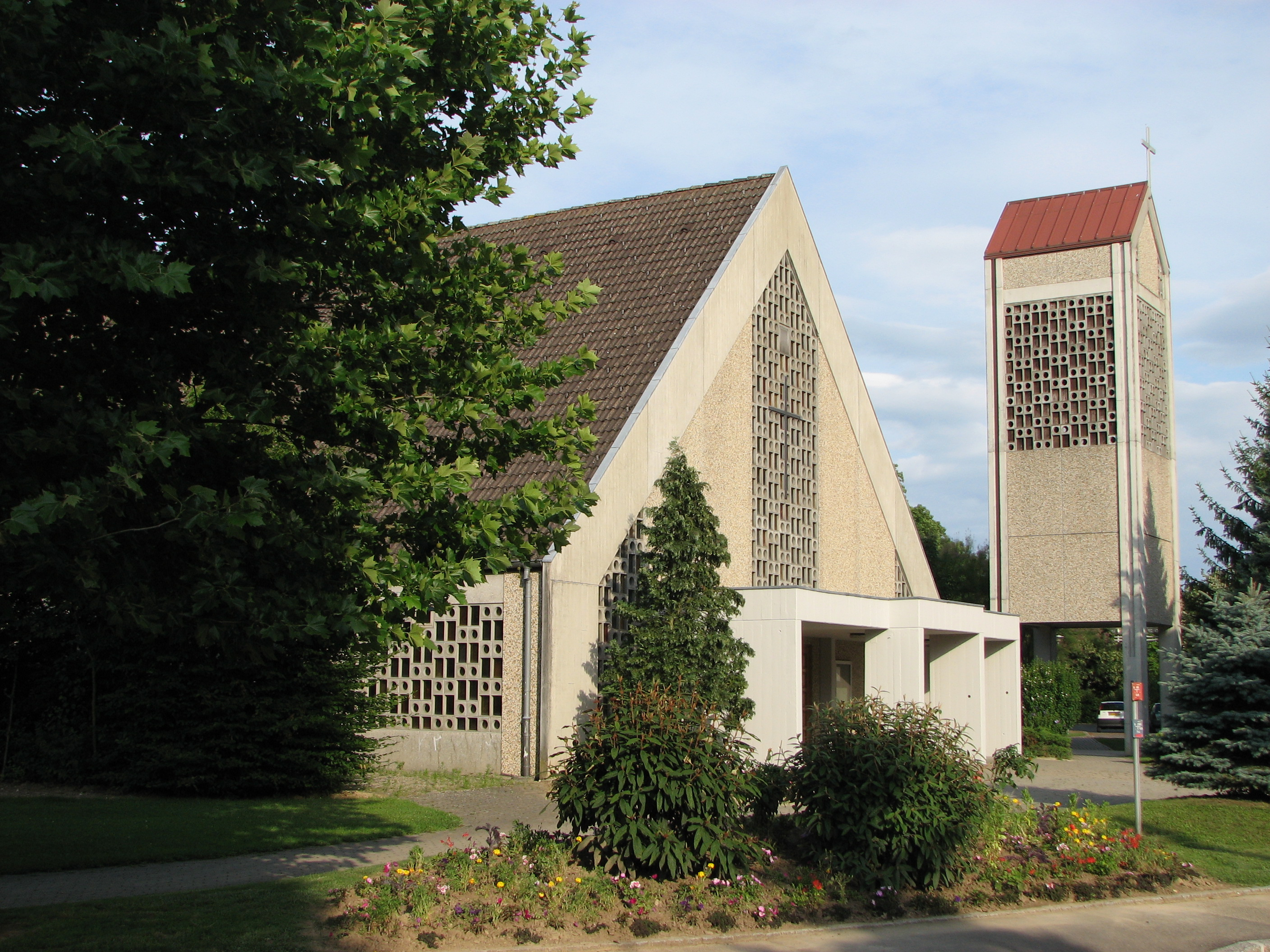
Церковь
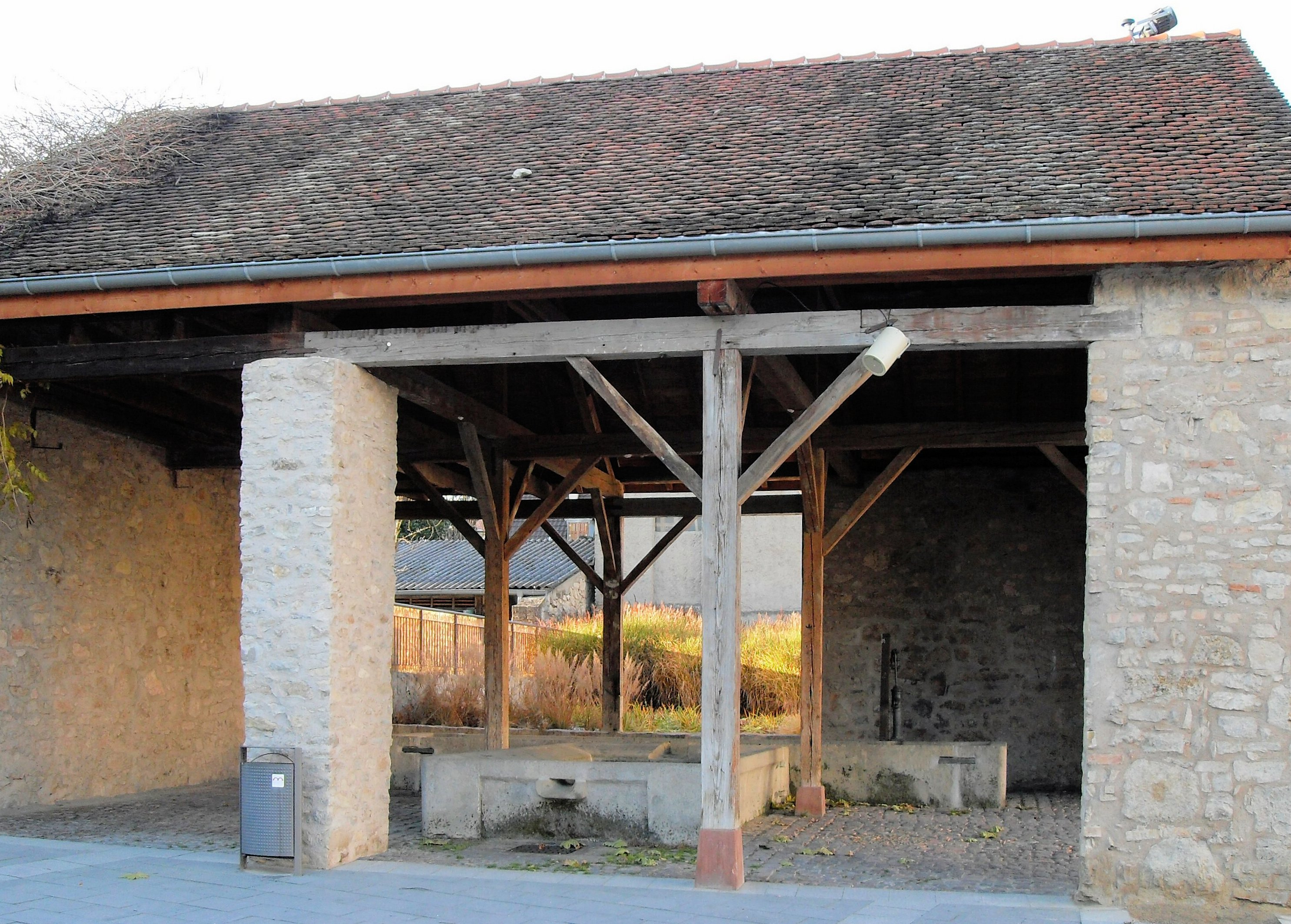
Лавуар
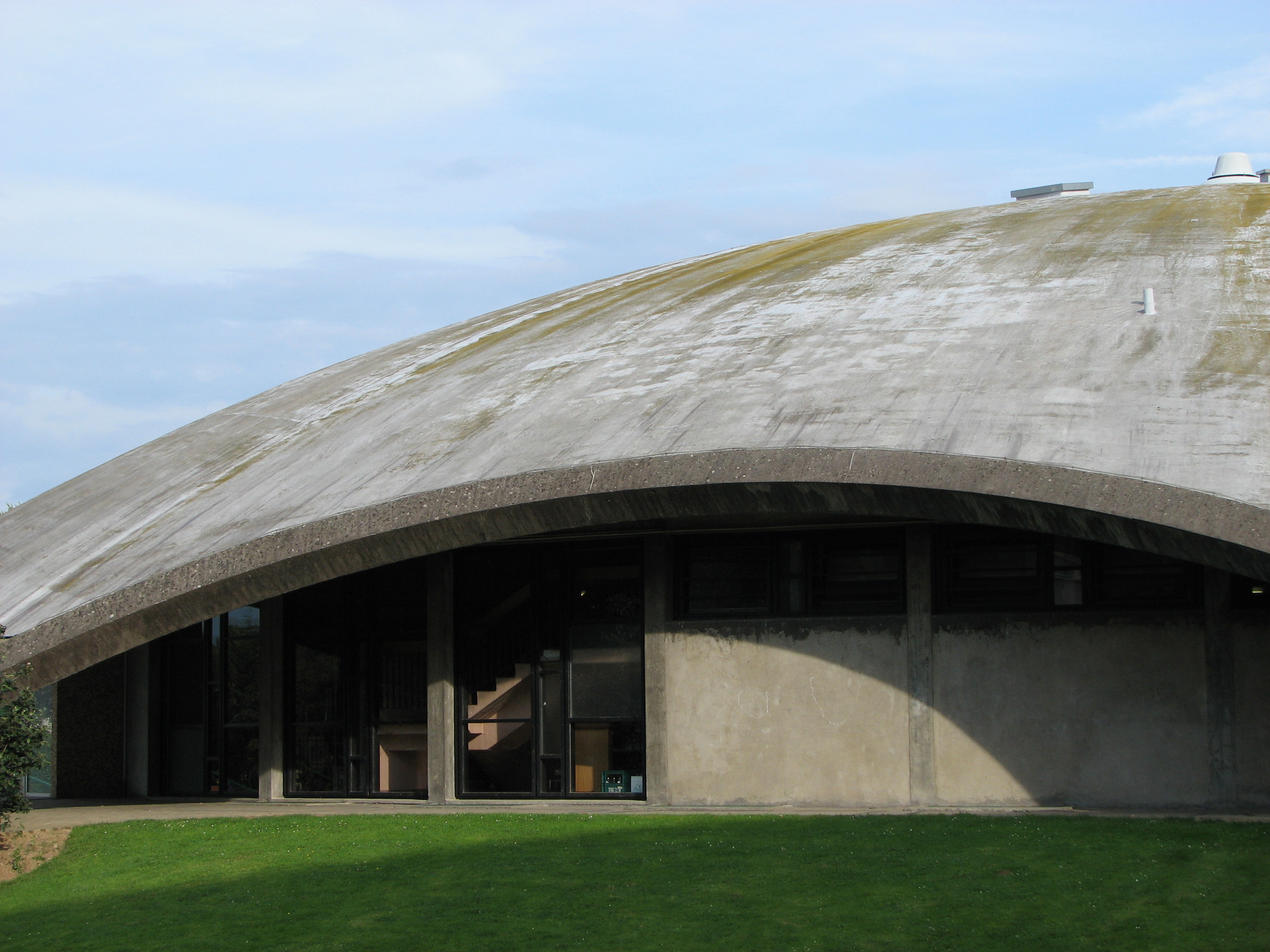
Культурный центр (1973)